# Berlin Rockets
Die Berlin Rockets sind eine Floorball-Mannschaft aus Berlin und spielen in der Floorball-Bundesliga.

## Geschichte
Die Floorball-Abteilung hat ihre Wurzeln im 1994 gegründeten 1. Floorball Club Berlin. Dieser Klub war von Studenten der Freien Universität Berlin gegründet worden. Aus praktischen Gründen wurde der 1. Floorball Club Berlin bald aufgelöst und dessen Mitglieder spielten fort an Floorball bei der SG BAT.
In der Saison 2010/11 erreichte die SG BAT die Meisterschafts-Play-offs, scheiterte jedoch im Halbfinale knapp (5:7 und 6:7) am späteren deutschen Meister Red Devils Wernigerode.
Die Frauen bildeten von 2010 bis 2022 eine Spielgemeinschaft mit Spielerinnen der Berliner Turnerschaft, die unter dem Namen SG Berlin antrat. Seit 2022 gehört das Team jedoch zu den Berlin Rockets und tritt unter diesem Namen in der Regionalliga an.
Im Jahr 2019 entschloss die Floorballabteilung sich von der SG BA Tempelhof zu lösen und gründete im September 2019 den Verein Berlin Rockets e. V. neu. Das Wappen der Berlin Rockets ist eine startende Rakete in dessen Körper der Fernsehturm zu erkennen ist.

## SG BA Tempelhof
Die Sportgruppe im Bezirksamt Tempelhof ist ein Berliner Sportverein aus dem Bezirk Tempelhof-Schöneberg. Die SG wurde am 26. Oktober 1956 als Betriebssportgruppe des Bezirksamts des damaligen Bezirks Tempelhof gegründet. Bekannt ist die Gruppe derzeit vor allem durch ihre Floorball-Mannschaft, die in der 1. Bundesliga antritt. Weitere Abteilungen gibt es für die Sportarten Badminton, Bowling, Cheerleading, Eis-/Inlinehockey, Gymnastik, Handball, Schach, Schwimmen, Sportfischen, Tennis, Tischtennis und Volleyball.